# Kritsa-Schlucht

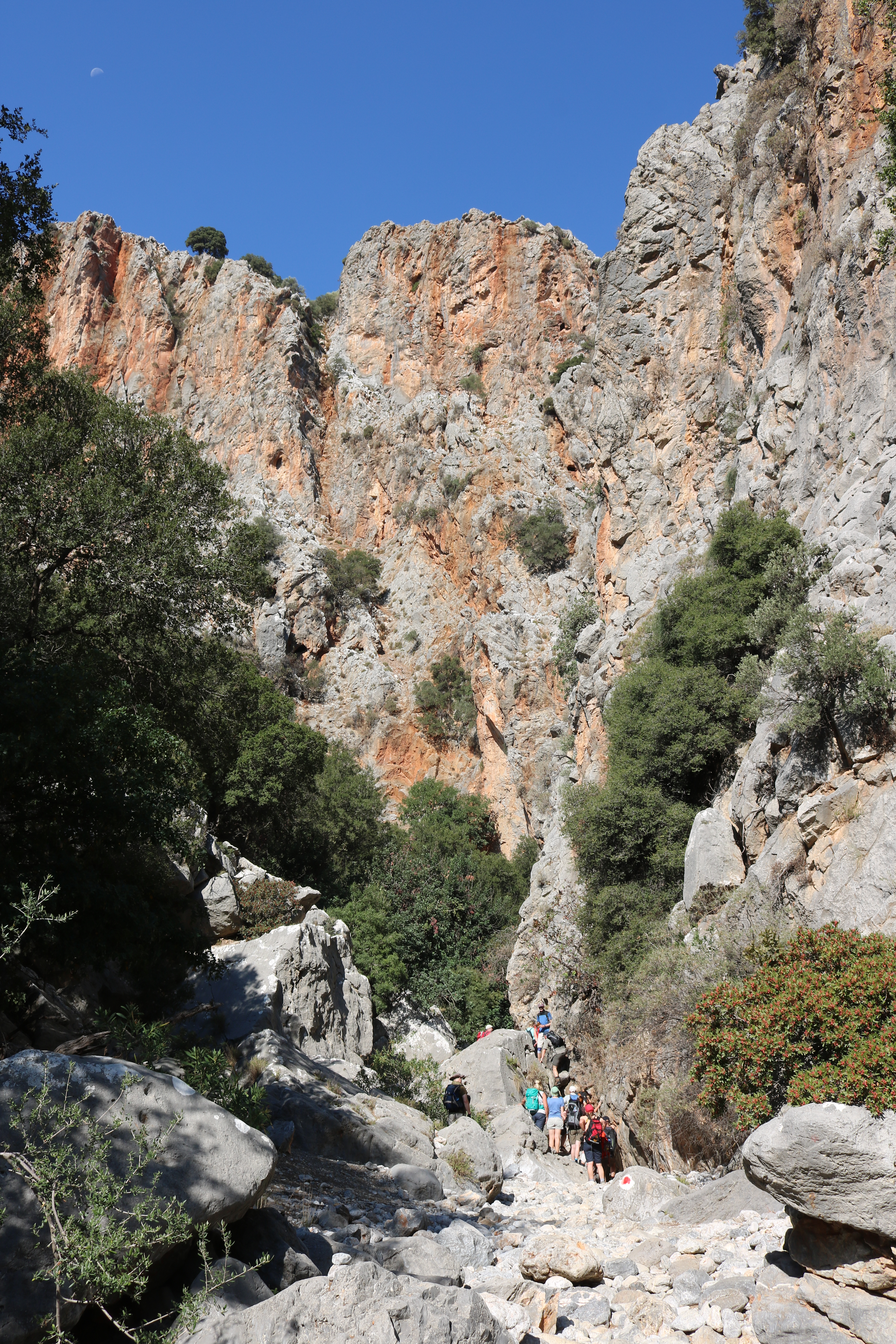
Am Ausgang der Kritsa-Schlucht

Die Kritsa-Schlucht (griechisch Φαράγγι Κριτσάς [fa'ragi kri'tsas]) ist eine Schlucht nahe der gleichnamigen Ortschaft Kritsa auf der griechischen Insel Kreta. Mit ihren spektakulär aufragenden Felswänden gehört sie zu den reizvollsten und am meisten begangenen Wanderzielen in Ostkreta.

## Lage und Zugang
Der Schluchteingang befindet sich an der Straße nach Lato unweit des nördlichen Ortsausgangs von Kritsa. Von dem neun Kilometer entfernten Ferienort Agios Nikolaos verkehrt mehrmals täglich ein Linienbus nach Kritsa.
Ausgenommen nach Tagen mit starken Niederschlägen ist die Schlucht ganzjährig begehbar.

## Schluchtverlauf

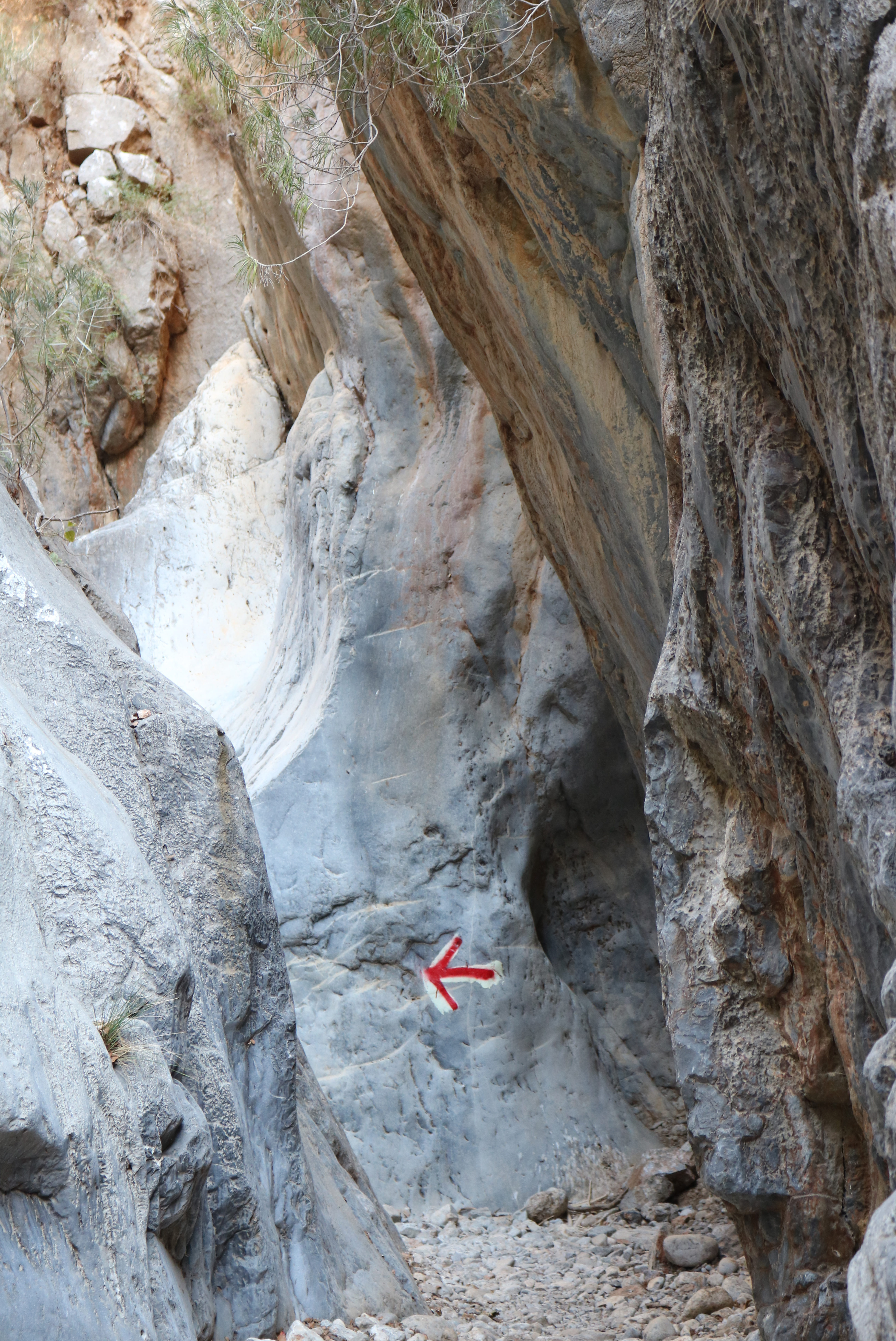
Engstelle in der Schlucht

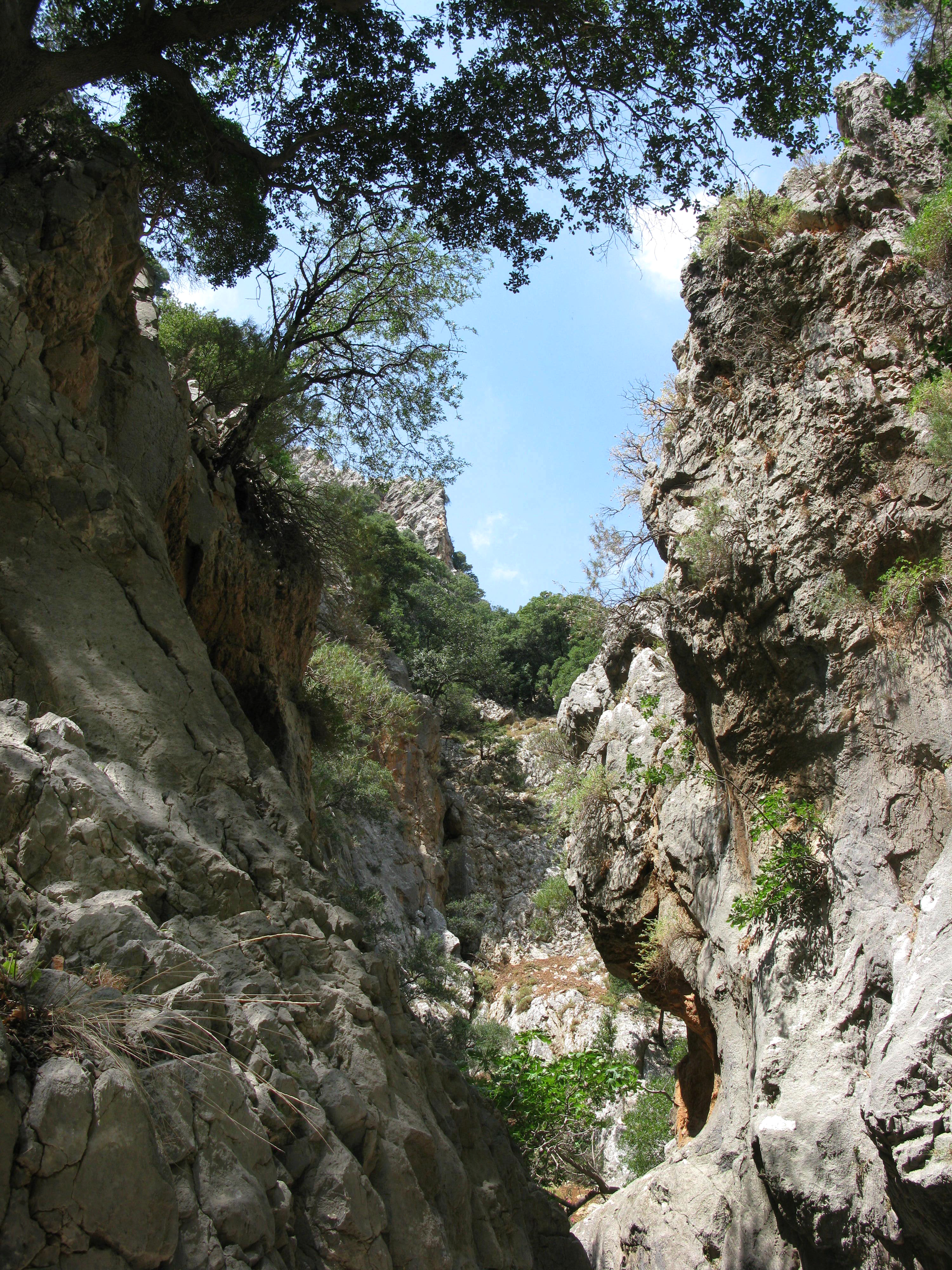
Unterlauf

Mit einer Länge von 1,5 km gehört die Kritsa-Schlucht zu den kürzeren Schluchten Kretas. Gleich am Anfang bzw. Ausgang geht es zwischen etwa 150 Meter hohen Felswänden hindurch, an der engsten Stelle ist der Durchgang weniger als einen Meter breit. Gelegentlich müssen Felsen überstiegen werden, angebrachte Metallbügel helfen darüber hinweg und machen die Durchquerung so auch für weniger geübte Wanderer möglich – Trittsicherheit ist allerdings erforderlich. Für den Hin- und Rückweg sind etwa zwei Stunden einzuplanen.

## Flora
Am Ausgang der Schlucht befindet sich ein alter Olivenhain. In der Schlucht stehen u. a. Kermeseichen (Quercus coccifera) und Oleander (Nerum oleander), an den steil aufragenden Wänden wurzeln verschiedene Arten der Felsflora. Außergewöhnlich ist ein Johannisbrotbaum inmitten des Schluchtbettes.